# Eparchie ternopilská (PCU)
Eparchie ternopilská je eparchie pravoslavné církve Ukrajiny.

## Území a titul biskupa
Zahrnuje správní hranice území Ternopilské oblasti.
Eparchiálnímu biskupovi náleží titul biskup ternopilský a kremenecký.

## Historie
Eparchie byla zřízena roku 1992 jakou součást Ukrajinské pravoslavné církve Kyjevského patriarchátu.
Roku 1995 došlo k rozdělení eparchie na ternopilsko-bučačskou a ternopilsko-kremeneckou.
Dne 13. května 2017 došlo ke spojení dvou eparchií.
V prosinci 2018 přešel na Sjednocujím sněmu ukrajinských pravoslavných církví do jurisdikce nové Pravoslavné církve Ukrajiny.

## Seznam biskupů

### Eparchie ternopilsko-bučačská
- 1990–2006 Vasylij (Bodnarčuk)
- 2006–2017 Nestor (Pysyk)

### Eparchie ternopilsko-kremenecká
- 1992–1995 Jakiv (Pančuk)
- 1995–2012 Iov (Pavlyšyn)
- 2012–2017 Nestor (Pysyk)

### Eparchie ternopilská
- od 2017 Nestor (Pysyk)